# Melaleuca alternifolia
Melaleuca alternifolia, comúnmente conocida como  árbol del té de hoja estrecha, es una especie de arbusto de la familia Myrtaceae

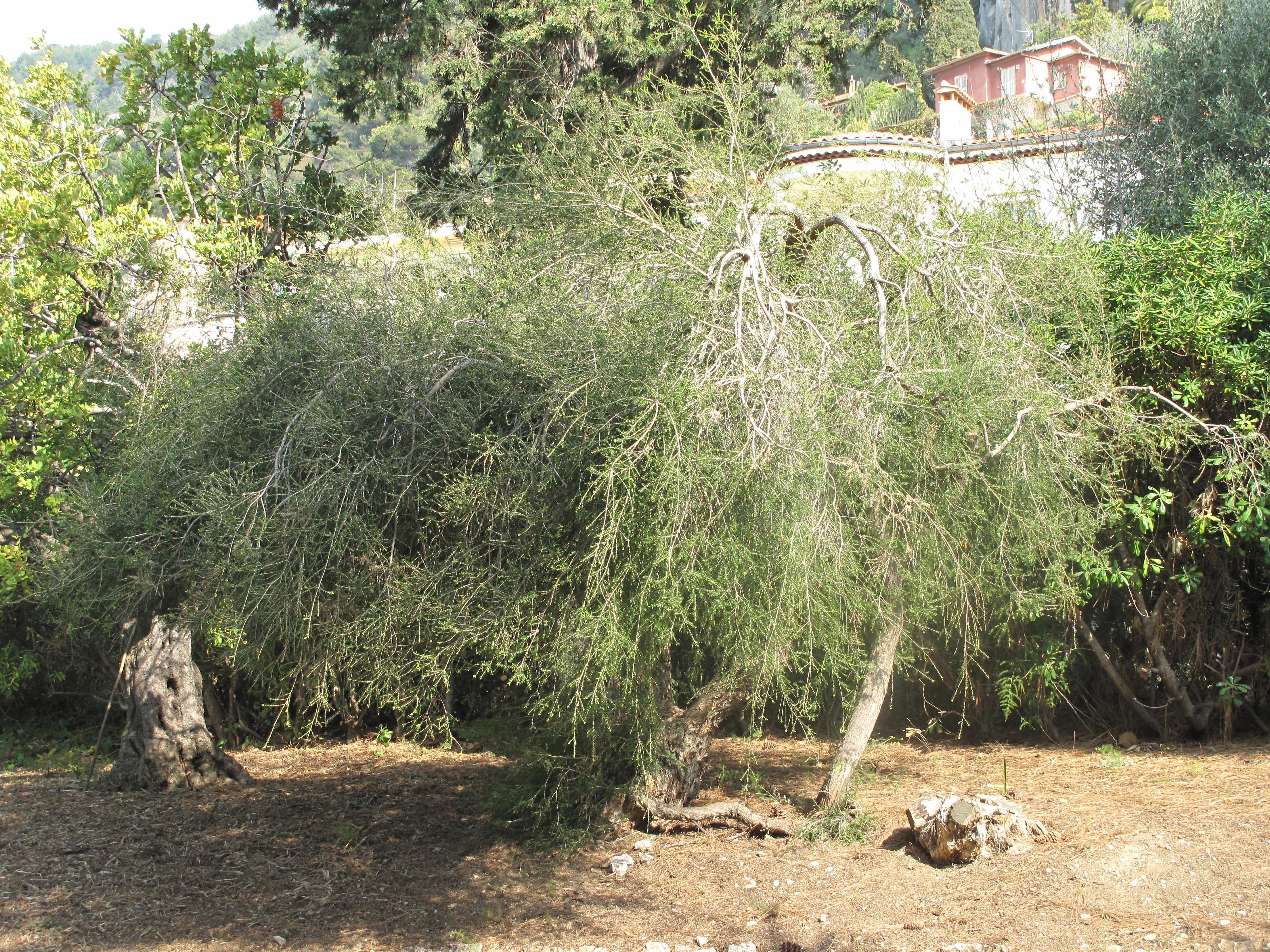
Vista del árbol

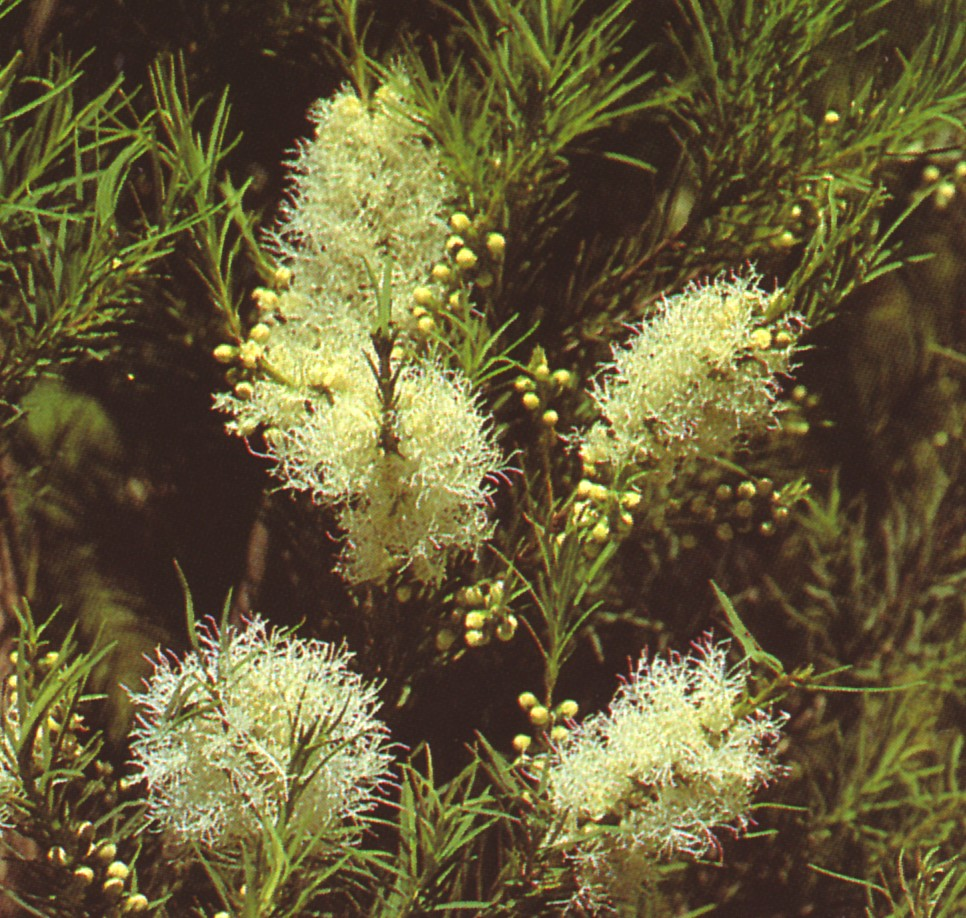
Inflorescencias

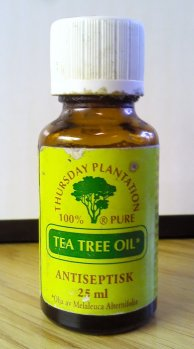
Preparado comercial

## Hábitat
Originario de Australia, crece en terrenos  pantanosos de la costa norte de Nueva Gales del Sur.

## Características
Es un arbusto o pequeño árbol que alcanza los 5 metros de altura. Hojas estrechas y aromáticas, lineares, 10-35 mm de largo y 1 mm de ancho. Las flores blancas crecen en espigas de 3-5 cm de largo. El fruto es pequeño y leñoso en forma de copa. Mide 2-3 mm de diámetro.

## Propiedades
Al aceite esencial del árbol del té se le atribuyen ciertas propiedades, como:
- Antiséptico, antifúngico y antibiótico.
- Cicatrizante en general.
- Se usa como antiséptico y desodorante en champús y jabones comerciales.
- Se utiliza para el tratamiento cosmético de algunas afecciones de la piel (barros, raspaduras, etc.).
- Para mejorar afecciones leves de la garganta y boca haciendo gárgaras con unas gotas de aceite del árbol del té y un poco de agua.
- También sirve para la limpieza en el hogar.[2]

Las moléculas terpinen-4-ol y 1,8-cineol, presentes en el aceite esencial del árbol del té, parecen haber mostrado actividad antimicótica contra hongos del género Candida, Malassezia, y otros hongos dermatófitos. Otras publicaciones, mencionan las propiedades antimicrobianas y antiinflamatorias que poseen algunos de los cien terpenos y alcoholes presentes en el aceite esencial. Algunos de estos compuestos naturales parecen tener actividad frente a Staphylococcus aureus, un importante patógeno relacionado con un gran número de infecciones humanas, bacteriemias, infecciones de heridas, de la piel y de los tejidos blandos.

## Composición química
El principio activo es el aceite esencial (Melaleuca alternifoliae aetheroleum), un líquido transparente, de incoloro a color ámbar  pálido, con un olor fuerte característico. Se obtiene de las hojas y ramas frescas por destilación.
Este aceite es una mezcla compleja de un centenar de componentes. Los principales componentes químicos son  alcoholes mono y sesquiterpénicos: 
- Terpineno-4-ol (29–45%)
- γ -terpina (10–28%)
- α -terpina (2,7–13%)
- 1,8-cineol (4,5–16,5%)

## Efectos secundarios del aceite esencial del árbol del té (cuando no es de grado terapéutico o no es 100% puro)
Este aceite es tóxico por ingestión en bajas dosis, tanto para los niños pequeños como para los animales de compañía. Los síntomas relacionados con la ingestión del aceite del árbol del té incluyen: ataxia, mareos, náuseas y cierta desorientación. En dosis altas puede causar coma. Puede causar alergia con manifestaciones cutáneas o sistémicas.
El aceite parece también tener propiedades estrogénicas, por lo que no deben usarlo las mujeres que tengan riesgo o historial familiar de tumores mamarios o uterinos. Se le considera responsable del aumento de los senos (ginecomastia) en muchachos prepúberes que utilizaban jabones o champú que contenían este aceite.
En todo caso no debe ingerirse, y solo usarlo personas adultas, sobre la piel o cuero cabelludo, en pequeñas dosis y por periodos de tiempo limitados 

## Taxonomía
Melaleuca alternifolia fue descrita por Maiden & Betche ex Cheel y publicado en Journal and Proceedings of the Royal Society of New South Wales 58: 195. 1924.